# Psalmopoeus ecclesiasticus
Psalmopoeus ecclesiasticus is een spinnensoort in de taxonomische indeling van de vogelspinnen (Theraphosidae).
Het dier behoort tot het geslacht Psalmopoeus. De wetenschappelijke naam van de soort werd voor het eerst geldig gepubliceerd in 1903 door Reginald Innes Pocock.